# 1960년 유러피언 네이션스컵 선수 명단
다음은 1960년 유러피언 네이션스컵에 참가한 선수 명단이다.